# Эрн, Николаус
Николаус (Нильс) Эрн (швед. Nicolaus Örn; 1683, Норрботтен, Королевство Швеция — не ранее 1710, Астрахань (?)) — шведский авантюрист, выдававший себя за князя (принца) Лапландии (несуществующий титул), писатель.

## Биография
Николаус Эрн родился в 1683 году в провинции Норрботтен на севере Швеции. По словам современника, французского путешественника Обри де Ла Моттре, он был сыном странствующего сапожника. Эрн был до некоторой степени знаком с бытом и культурой лапландцев (саамов), которых он мог наблюдать на севере Швеции.
В 1702 году Николаус Эрн, одетый в саамский костюм, отправился в путешествие по Дании, Германии и Италии, и, провозглашая себя принцем, вызывал повсюду переполох. Он вернулся в Швецию в 1705 году, но уже в следующем году отправился в новое путешествие. Король Швеции Карл XII потребовал арестовать его в Касселе, но Эрн бежал в Бремен, где в 1707 году опубликовал на немецком языке книгу «Краткое описание Лапландии». После этого он отправился в Голландию, Францию и Россию.
В 1710 году Эрн оказался в Астрахани, где местные власти сочли его крайне подозрительным человеком: прошёл всего год после Полтавской битвы, всё ещё продолжалась Северная война между Россией и Швецией, а, между тем, Эрн был выходцем из Швеции. Кроме того, город Астрахань был известен своей оппозицией реформам Петра Великого, а за несколько лет до прибытия Эрна там произошло и было подавлено крупное восстание. Неудивительно, что Эрна приняли за шведского шпиона. Он был арестован и заключён в тюрьму в Астрахани сроком на пять лет. Его дальнейшая судьба неизвестна; предполагается, что около 1715 года он вышел из тюрьмы и в дальнейшем скончался в том же городе.
Николаусу Эрну посвящён роман шведского писателя Вальдемара Линдхольма, написанный в начале XX века.

## Произведение Эрна
- «Краткое описание Лапландии» (издание на шведском языке, перевод с немецкого): Örn, Nicolaus; Lindin Leif (1982). Kort beskrivning av Lappland. Norrländska skrifter, 0349-3202 ; 9. Umeå: Två förläggare. Libris 7753344. ISBN 91-85920-11-8